# Cueta plexiformia
Cueta plexiformia là một loài côn trùng trong họ Myrmeleontidae thuộc bộ Neuroptera. Loài này được Krivokhatsky miêu tả năm 1996.